# Sexuální fantazie
Sexuální fantazie zahrnují jakékoliv bdělé erotické nebo sexuálně vzrušující představy či myšlenky. Mohou nabývat různých forem – od záměrně vytvořených a propracovaných příběhů po spontánní letmé myšlenky na sex, od reálných vzpomínek na dřívější proběhlé sexuální aktivity až po bizarní a zcela vybájené imaginace.
Sexuální fantazie jsou obecně považovány za normální část zdravého sexuálního života dospělých; jejich absence se ukázala být ve spojitosti se sexuální nespokojeností až sexuální dysfunkcí.

## Výskyt
Výzkumy shodně ukazují, že muži mají sexuální fantazie celkově častěji než ženy; v počtu fantazií spuštěných "vnitřně", tj. bez podnětu v vnějšku, se muži a ženy sice neliší, ovšem u mužů je mnohem pravděpodobnější než u žen, že je myšlenky kolem sexu přivede nějaký podnět z vnějšího prostředí (může jít o něco, co muž viděl, slyšel, četl atd.). Tak například dotazníková studie 349 univerzitních studentů a zaměstnanců ukázala, že muži udávají průměrně 76,7 sexuálních fantazií za měsíc (tedy cca 2,5 denně), ženy 34,1 (tedy cca 1 denně). Ve skutečnosti jsou tyto počty založené na retrospektivních odhadech značně podhodnocené. V metodologicky dobře propracované studii využívající ruční mechanické počítadlo bylo zjištěno, že muži měli nejčastěji 18,6 myšlenek vztahující se k sexuální aktivitě za den (přitom retrospektivně odhadovali 5x denně), ženy na sex pomyslely 9,9x (a odhadovaly průměrně 3x). Zajímavé je, že muži nejen mysleli častěji na sex, ale mysleli též podstatně častěji i jiné základní potřeby, konkrétně na jídlo a spánek.
Nejčastěji mají sexuální fantazie muži i ženy v době mimo sexuální aktivitu, potom při masturbaci, ovšem mnoho lidí se jimi vzrušuje i v průběhu sexuálního styku s partnerem: ve výzkumu uvedlo 5% mužů a 6% žen, že sexuální fantazie má při souloži "téměř vždy", něco přes 50% mužů i žen je má "někdy" a "nikdy" cca 40% mužů i žen. Jako smysl sexuálních fantazií v průběhu pohlavního aktu muži i ženy shodně udávají usnadnění sexuálního vzrušení, zvýšení atraktivity partnera a představa aktivit, které s partnerem neprovozují.
Výskyt sexuálních fantazií zjištěných z dotazníků se také mění s dobou podle toho, jak se mění postoje společnosti k sexualitě. Např. ve studii z r. 1991 uvedlo sexuální fantazie jen 7% z žen narozených v r. 1910 oproti 44% z žen narozených v r. 1958. 

## Genderové rozdíly
Mezi sexuálními fantaziemi mužů a žen jsou určité rozdíly, kromě rozdílů ve kvantitě (muži v dotaznících udávají zhruba 2x větší množství sexuálních fantazií než ženy) jsou zde i rozdíly kvalitativní. Mužské fantazie jsou sexuálně explicitnější (např. představy genitálu partnerky, detaily pohlavního styku atd.) a více jsou zaměřené vizuálně (jde v nich především o fyzický vzhled partnerky). Ženské fantazie jsou více emocionálnější (častěji obsahují představy pocitů a nálady), častěji se v nich zabývají i prostředím, v kterém sexuální aktivita probíhá a častěji zahrnují i osobní charakteristiky představovaného sexuálního partnera a svůj vztah k němu (představy romantického vztahu, oddanosti apod.) Fantazie mužů častěji než u žen zahrnují více sexuálních partnerů v průběhu jedné fantazie, více sexuálních styků s cizími partnery, častěji se vyskytuje tematika skupinového sexu. Ženy bývají v představách častěji v pasivnější roli jako příjemci sexu, muži v aktivnější roli. Muži mají stejné množství představ, ve kterých vystupují jako dominantní, jako představ, ve kterých jsou submisivní, ženy však mají více představ, ve kterých jsou submisivní. Muži také mají více druhů představ než ženy – ve výzkumu, kdy bylo mužům a ženám předložen seznam 55 sexuálních fantazií, z nichž měli zatrhnout ty, které měli v posledních 3 měsících, muži v průměru zatrhli 26,0 fantazií a ženy 14,2.

## Nejčastější sexuální fantazie
Nejčastější sexuální fantazie mužů i žen jsou:
1. představa dříve prožité vzrušující sexuální zkušenosti
2. představa sexu se současným partnerem
3. představa sexu s někým jiným než současným partnerem.

Přehled hlavních témat a námětů sexuálních fantazií podávají následující dvě tabulky.
| náměty fantazií                                         | podíl lidí, kteří tuto fantazii měli v minulých 3 měsících | podíl lidí, kteří tuto fantazii měli v minulých 3 měsících | podíl lidí, kteří tuto fantazii měli v minulých 3 měsících |
| náměty fantazií                                         | muži                                                       | ženy                                                       | p                                                          |
| ------------------------------------------------------- | ---------------------------------------------------------- | ---------------------------------------------------------- | ---------------------------------------------------------- |
| smyslné doteky a polibky                                | 94%                                                        | 93%                                                        | ne                                                         |
| orálně-genitální sex                                    | 85%                                                        | 70%                                                        | 0,05                                                       |
| mazlení se s nahým partnerem                            | 83%                                                        | 80%                                                        | ne                                                         |
| pohlavní styk v neobvyklé pozici                        | 72%                                                        | 57%                                                        | ne                                                         |
| sex trvající hodiny                                     | 67%                                                        | 42%                                                        | 0,01                                                       |
| dva a více partnerek/partnerů                           | 57%                                                        | 21%                                                        | 0,001                                                      |
| sex s pannou/panicem                                    | 54%                                                        | 10%                                                        | 0,001                                                      |
| sex s nebezpečím odhalení                               | 52%                                                        | 27%                                                        | 0,01                                                       |
| sex před zrcadlem                                       | 46%                                                        | 35%                                                        | ne                                                         |
| sledování masturbujícího partnera                       | 46%                                                        | 33%                                                        | ne                                                         |
| sprostá mluva při sexu                                  | 44%                                                        | 26%                                                        | 0,05                                                       |
| sex se záhadnou neznámou osobou                         | 41%                                                        | 25%                                                        | 0,05                                                       |
| anální sex                                              | 35%                                                        | 11%                                                        | 0,001                                                      |
| sex s mnohem starší partnerkou/partnerem                | 32%                                                        | 13%                                                        | 0,01                                                       |
| svedení odmítající partnerky/partnera                   | 31%                                                        | 25%                                                        | ne                                                         |
| sex s mnohem mladší partnerkou/partnerem                | 30%                                                        | 12%                                                        | 0,01                                                       |
| donucení druhého k sexu                                 | 26%                                                        | 11%                                                        | 0,05                                                       |
| být svázaný nebo spoutaný v průběhu sexu                | 24%                                                        | 19%                                                        | ne                                                         |
| sledování jiných lidí, jak mají sex                     | 24%                                                        | 20%                                                        | ne                                                         |
| být druhým donucen k sexu                               | 19%                                                        | 22%                                                        | ne                                                         |
| oblékání se do specifických kostýmů                     | 13%                                                        | 17%                                                        | ne                                                         |
| exhibice svého těla na veřejnosti                       | 11%                                                        | 10%                                                        | ne                                                         |
| homosexuální fantazie                                   | 9%                                                         | 22%                                                        | ne                                                         |
| bičovat nebo bít partnera                               | 9%                                                         | 3%                                                         | ne                                                         |
| výměna partnerů v průběhu sexu                          | 9%                                                         | 3%                                                         | ne                                                         |
| předvádění sexu před obecenstvem                        | 6%                                                         | 12%                                                        | ne                                                         |
| být mučen partnerem                                     | 6%                                                         | 3%                                                         | ne                                                         |
| mučit partnera                                          | 6%                                                         | 1%                                                         | ne                                                         |
| ponižovat partnera                                      | 6%                                                         | 1%                                                         | ne                                                         |
| být ponižován partnerem                                 | 4%                                                         | 6%                                                         | ne                                                         |
| být prostitutem/prostitutkou                            | 4%                                                         | 9%                                                         | ne                                                         |
| být bičován nebo bit partnerem                          | 4%                                                         | 2%                                                         | ne                                                         |
| dívat se na někoho jiného, jak má sex s vaším partnerem | 4%                                                         | 3%                                                         | ne                                                         |
| sex s blízkým příbuzným                                 | 4%                                                         | 3%                                                         | ne                                                         |
| oblékat se do oblečení opačného pohlaví                 | 2%                                                         | 3%                                                         | ne                                                         |
| sex se zvířaty                                          | 0%                                                         | 0%                                                         | ne                                                         |

| náměty fantazií                         | celková četnost | situace    | situace       | situace             |
| náměty fantazií                         | celková četnost | masturbace | pohlavní styk | nesexuální aktivita |
| --------------------------------------- | --------------- | ---------- | ------------- | ------------------- |
| soulož s partnerem                      | 90%             | 54%        | 49%           | 69%                 |
| svlečení mužem                          | 79%             | 46%        | 39%           | 54%                 |
| minulá sexuální zkušenost               | 78%             | 44%        | 31%           | 58%                 |
| soulož na exotickém místě               | 72%             | 33%        | 43%           | 55%                 |
| svlékání muže                           | 71%             | 26%        | 28%           | 54%                 |
| cunnilingus                             | 66%             | 48%        | 46%           | 41%                 |
| soulož s kamarádem                      | 60%             | 31%        | 14%           | 47%                 |
| donucení k sexu mužem                   | 51%             | 30%        | 26%           | 31%                 |
| felace                                  | 49%             | 21%        | 28%           | 34%                 |
| soulož s cizincem                       | 46%             | 24%        | 9%            | 34%                 |
| soulož se slavným člověkem              | 38%             | 19%        | 6%            | 34%                 |
| dělání striptýzu                        | 37%             | 15%        | 10%           | 26%                 |
| masturbující muž                        | 33%             | 32%        | 12%           | 19%                 |
| sex s mnoha muži                        | 29%             | 26%        | 11%           | 17%                 |
| sexuální aktivita s neživotnými objekty | 23%             | 25%        | 9%            | 13%                 |
| sex před druhými lidmi                  | 21%             | 20%        | 11%           | 6%                  |
| masturbující žena                       | 18%             | 18%        | 4%            | 7%                  |
| sex s ženou                             | 18%             | 15%        | 4%            | 9%                  |
| nucený sex s více než jedním mužem      | 18%             | 15%        | 9%            | 9%                  |
| anální sex                              | 17%             | 9%         | 12%           | 9%                  |
| skupinový sex s muži i ženami           | 16%             | 10%        | 3%            | 9%                  |
| sex s příbuzným                         | 14%             | 3%         | 0%            | 12%                 |
| sex se zvířetem                         | 9%              | 8%         | 3%            | 4%                  |
| sadomasochistický sex                   | 7%              | 1%         | 4%            | 4%                  |

1. ↑  hladina statistické významnosti rozdílu v udávené četnosti dané fantazie mezi muži a ženami; hodnota "ne" znamená, že rozdíl není statisticky významný
2. ↑  podíl žen, které danou fantazii měli alespoň v jedné ze třech situací (masturbace, pohlavní styk, nesexuální aktivita)

## Další fantazie

### Fantazie o "znásilnění"
Zvláště u žen jde o relativně běžnou sexuální představu – podle různých výzkumů ji někdy mělo 31%-57% žen (medián 42%), přičemž pravidelně se touto představou vzrušuje 9%-17% žen (medián 14%). Tyto fantazie zahrnující počátečním donucení k sexuální aktivitě však rozhodně neznamenají, že by snad ženy chtěly zažít nebo v minulosti zažily nechtěnou vynucenou sexuální aktivitu, např. znásilnění. Pro tento druh fantazií je totiž typický posun z počáteční neochoty k ochotě a souhlasu se sexuální aktivitou v průběhu fantazie. Existence těchto fantazií bývá vysvětlována jako touha vidět sebe sama tak atraktivní, svůdnou a žádoucí, že muž, o kterého má žena zájem, avšak díky své počestnosti má zábrany jej vyjádřit, nad sebou ztrácí kontrolu až je ochoten použít sílu k překonání hraného odporu ženy k tomu, aby se jí zmocnil.

### Fantazie s obsahy parafilií
Na velkém reprezentativním vzorku 2450 lidí ze Švédska bylo zjištěno, že 11,6% lidí udává, že je vzrušuje představa voyerismu, 14,1% lidí udává, že je vzrušuje představa exhibicionistického chování.
Odhaduje se, že zhruba 5-10% populace mužů a žen provozuje nějakou formu sexuálního masochismu a to způsobem, s kterým souhlasí oba partneři, je jim příjemný a je považován za nepatologický. S tím jsou v souladu zjištění, že asi 8% žen fantazíruje o tom, jak je sexuálně degradováno, a asi 5% žen má lehce masochistické představy, např. o tom, jak je partner šlehá či jim jinak způsobuje fyzikou bolest.